# David Mandić
David Mandić (født 14. september 1997 i Ljubuški, Bosnien-Hercegovina) er en kroatisk håndboldspiller som spiller for RK Zagreb og Kroatiens herrehåndboldlandshold.
Han deltog under EM i håndbold 2020 i Sverige/Østrig/Norge, hvor Kroatien vandt sølvmedaljer.